# Margiza partitalis
Margiza partitalis là một loài bướm đêm trong họ Noctuidae.